# Тереза Едвардс
Тереза Едвардс (англ. Teresa Edwards, 19 липня 1964) — американська баскетболістка, олімпійська чемпіонка.

## Виступи на Олімпіадах
| Олімпіада         | Дисципліна | Місце |
| ----------------- | ---------- | ----- |
| Лос-Анджелес 1984 | баскетбол  | 1     |
| Сеул 1988         | баскетбол  | 1     |
| Барселона 1992    | баскетбол  | 3     |
| Атланта 1996      | баскетбол  | 1     |
| Сідней 2000       | баскетбол  | 1     |